# Blepharita moesta
Blepharita moesta är en fjärilsart som beskrevs av Otto Staudinger 1897. Blepharita moesta ingår i släktet Blepharita och familjen nattflyn. Inga underarter finns listade i Catalogue of Life.